# Vaux-lès-Rubigny
Vaux-lès-Rubigny [vo lɛ ʁybiɲi] ist eine französische Gemeinde mit 44 Einwohnern (Stand: 1. Januar 2022) im Département Ardennes in der Region Grand Est (vor 2016 Champagne-Ardenne); sie gehört zum Arrondissement Rethel, zum Kanton Signy-l’Abbaye und zum Gemeindeverband Crêtes Préardennaises.

## Geographie
Die Gemeinde Vaux-lès-Rubigny liegt 25 Kilometer nordwestlich von Rethel an der Grenze zur Thiérache und zum Département Aisne. Umgeben wird Vaux-lès-Rubigny von den Nachbargemeinden Rocquigny im Nordosten, Rubigny im Osten, Chaumont-Porcien im Süden, Fraillicourt im Westen sowie Raillimont im Nordwesten. Im Südwesten berührt das Gemeindegebiet den Fluss Malacquise.

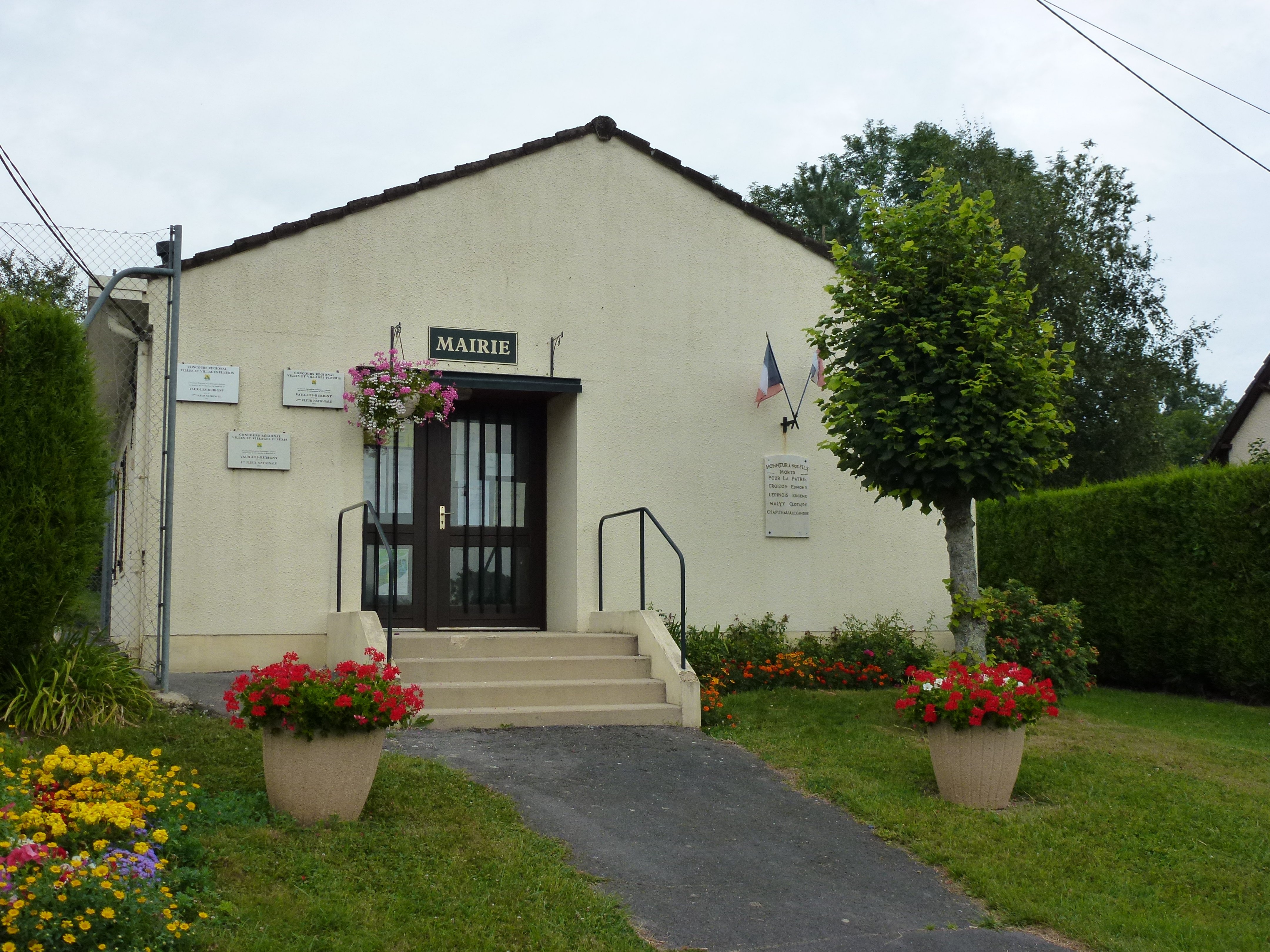
Mairie (Rathaus)

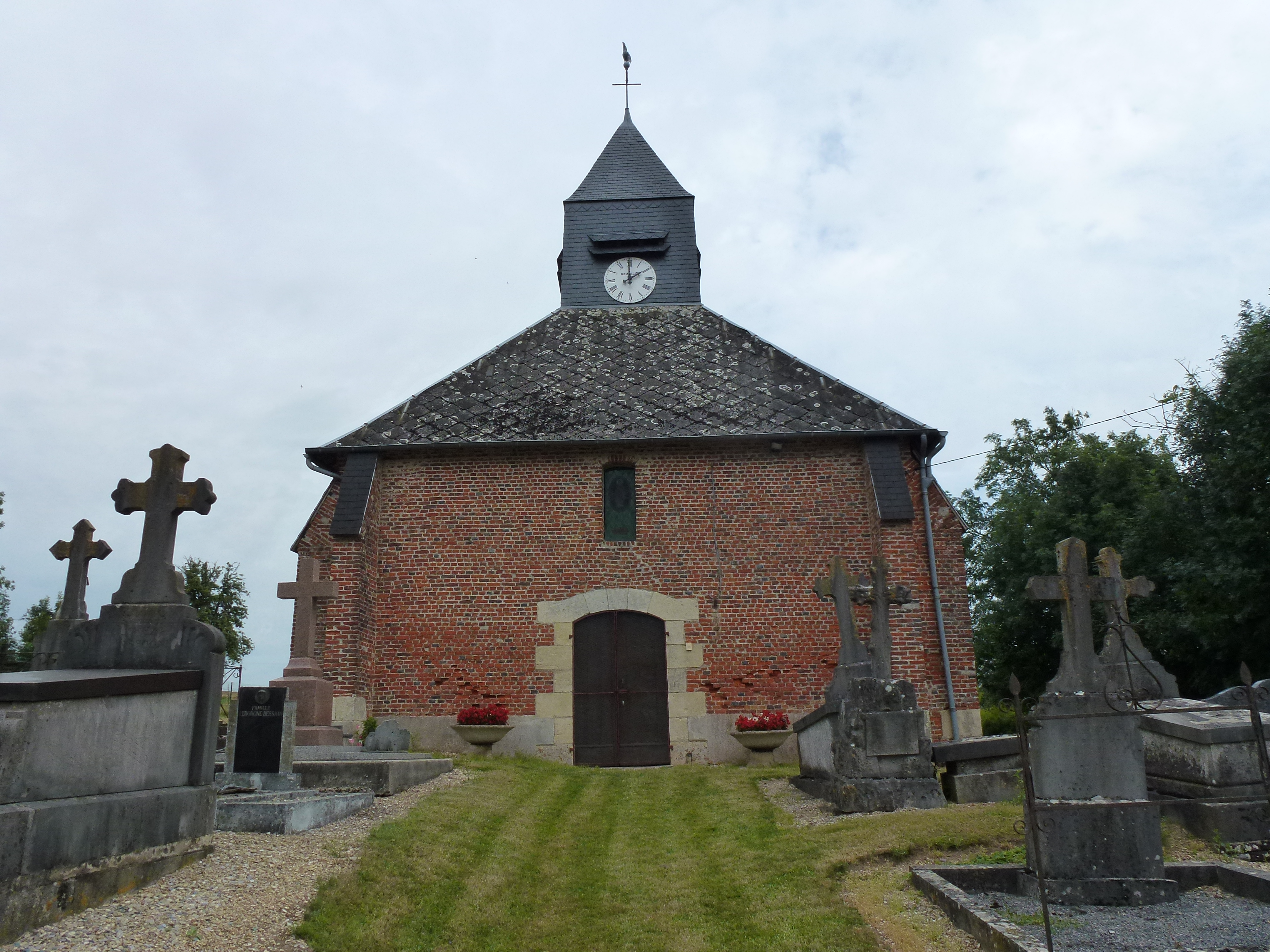
Kirche Saint-Sébastien

## Bevölkerungsentwicklung
| Jahr                       | 1962 | 1968 | 1975 | 1982 | 1990 | 1999 | 2006 | 2013 | 2019 |
| Einwohner                  | 79   | 67   | 45   | 58   | 54   | 57   | 50   | 52   | 44   |
| Quellen: Cassini und INSEE |      |      |      |      |      |      |      |      |      |

## Sehenswürdigkeiten
- Kirche Saint-Sébastien